# Trichomonadose der Vögel
Die Trichomonadose der Vögel (Gelber Knopf oder Gelber Kropf) ist eine Parasitose, die durch den Einzeller Trichomonas gallinae verursacht wird. Der Parasit befällt vor allem den oberen Verdauungstrakt. Empfänglich sind alle Vogelarten.
Trichomonadose wurde 1878 erstmals beschrieben. Trichomonadose wurde in Deutschland bei Wild- und Ziervögeln festgestellt, hauptsächlich bei Taubenarten und Singvögeln. Darüber hinaus sind auch Greifvögel, Eulen, Papageien und Hühnervögel betroffen. Bei Tauben sind hauptsächlich Ringeltauben und Brief- bzw. Straßentauben betroffen. Bei den Tauben zeigen fast nur Jungtauben klinische Symptome und Todesfälle. Hingegen zeigen Alttauben in der Regel keine klinischen Symptome. Der Parasit Trichomonas gallinae wurde bei bis zu 47 % der Ringeltauben und bei bis zu 30 % der Brief- bzw. Straßentauben nachgewiesen.
Bei den Singvögeln sind in erster Linie Finkenarten, insbesondere Grünfinken, betroffen. Bei Singvögeln tragen nachweislich Futterstellen und Vogeltränken zur Verbreitung bei, die teils auch von Tauben genutzt werden. Dies ist einer der Gründe, warum von einer Ganzjahresfütterung von Singvögeln abzuraten ist. Bei der Winterfütterung ist auf die Hygiene des Futterplatzes zu achten.
Die Übertragung erfolgt durch Aufnahme des Erregers an kontaminierten Futter- und Tränkestellen, bei Tauben auch über die Kropfmilch und bei Greifvögeln und Eulen über infizierte Beutevögel. Der Erreger befällt vorzugsweise den Rachen und den Kropf. In über 70 % der Trichomonadose-Fälle sind Rachen oder Kropf befallen. Die Kropfentzündung zeigt sich in Form kleiner, gelblicher, knopfartiger (daher „Gelber Knopf“) granulomatöser Veränderungen der Schleimhaut, die später in größere, fischartig-riechende Nekroseherde übergehen können. Klinisch zeigt sich die Erkrankung in Erbrechen und Atemproblemen. Gelegentlich kann der Erreger auf dem Blutweg auch innere Organe befallen – dann sind die Symptome unspezifisch und die Sterblichkeit ist hoch – oder eine Nabelentzündung hervorrufen.
Die Diagnose kann durch mikroskopische Untersuchungen eines Tupferabstrichs oder einer Kropfspülprobe gestellt werden. Zur Behandlung eignen sich Imidazole wie Metronidazol, Dimetridazol, Carnidazol oder Ronidazol, wobei in jüngerer Zeit auch Resistenzen beobachtet werden. Zusätzlich ist daher eine Ansäuerung des Trinkwassers empfehlenswert.